# Personengeschichte
Die Personengeschichte ist ein Teilbereich der Geschichtswissenschaft. Sie erforscht historische Einzelschicksale sowie das Verhältnis zwischen Person und Gemeinschaft.

## Entwicklung
Als Biographie gibt es die Personengeschichte seit der Antike (z. B. Plutarch). In der Alten Geschichte ist sie als Prosopographie eine der relevanten modernen Forschungsmethoden. Die Biografie ist generell eine populäre Form der Geschichtsdarstellung. Besonders seit den 1960er Jahren wurde sie aber von Kritikern ihrer beschränkten Sichtweise als unvereinbar mit der Strukturgeschichte gesehen, in Deutschland vor allem von den Vertretern der Historischen Sozialwissenschaft (z. B. Hans-Ulrich Wehler). Die personalisierende Geschichtsdarstellung habe im 19. Jahrhundert Persönlichkeiten derart betont, dass bedeutende historische Personen idealisiert oder gar heroisiert (z. B. Thomas Carlyle) wurden, kritisierte Imanuel Geiss. Hauptsächlich nahmen „große“ Persönlichkeiten eine herausragende Stellung ein, wobei vor allem „geistige Führer, Staatsmänner, Erfinder, Entdecker, Glaubenshelden […] wegen ihres besonderen erzieherischen Einflusses [...] lebendig“ gemacht werden sollten, analysiert Joachim Rohlfes. Der einfache „kleine“ Mensch (Mann und Frau) als politisch Handelnder und gesellschaftliche Strukturen, auf die die Strukturgeschichte zielt, wurden dabei oft außer Acht gelassen. Historische Prozesse wurden unzulässig auf Einzelne reduziert und vereinfacht, individualisiert und entpolitisiert (Michael Sauer). Demnach liegen die Hauptprobleme der Personalisierung darin, dass sie die Rolle und Bedeutung der „Massen“ unterschätzt und die Strukturgeschichte vernachlässigt. Diese kritische Sicht liegt fast auf der Linie des historischen Materialismus, wie sie in Bertolt Brechts Gedicht Fragen eines lesenden Arbeiters popularisiert wurde, doch ohne den historischen Determinismus zu teilen.
Ein didaktisches Problem kann darin liegen, dass dies zu Anpassungsbereitschaft, Ohnmachtsgefühl und Manipulierbarkeit junger Menschen führt. Historiker und Geschichtsdidaktiker wie Klaus Bergmann machten darauf aufmerksam, dass sich die Personalisierung, vor allem wenn sie gleichgesetzt wird mit Heroisierung, besonders nachteilig auf das Geschichtsbewusstsein und die politische Einstellung der Menschen auswirke. Dem setzte er 1972 die Personifizierung, entgegen: die Darstellung von Geschichte an „namenlosen“ handelnden und leidenden Personen, den so genannten „kleinen Leuten“, die ihre eigene Perspektive auf die Geschichte hätten, so Michael Sauer. Gleichzeitig repräsentieren diese Personen bestimmte soziale Gruppen. Das bedeutet nicht, dass nun ausschließlich untere oder unterprivilegierte Bevölkerungsgruppen in den Mittelpunkt des Interesses rücken sollten, sondern vielmehr, dass Gruppen, die nur generalisierend und abstrahierend beschrieben werden können, anhand von Personen ein Gesicht bekommen. Dabei spielt nicht das Individuum die entscheidende Rolle, sondern die Person als Typus, als Stellvertreter für die ganze Gruppe. So kann z. B. die lange vermisste Alltagsgeschichte in die Geschichtsdarstellung miteinfließen.
Gegenwärtig untersucht die Personengeschichte einzelne Personen in ihrem historischen Umfeld. Das Leben und Wirken von Personen und Personengruppen (wie z. B. Familien und andere soziale Gruppen, Berufsgruppen, konfessionelle Gruppierungen) in ihrer Zeit stehen im Mittelpunkt der Forschung, weil davon ausgegangen wird, dass es Personen und die von Personen geformten sozialen Gruppen sind, aus denen sich Gesellschaften bilden. 
So werden Persönlichkeiten und Strukturen nicht mehr als ein sich ausschließender Gegensatz gesehen, sondern als ein „interdependentes Verhältnis, bei dem das eine ins andere greift“ (Joachim Rohlfes). Das Motto lautet also nicht Strukturen oder Persönlichkeiten, sondern Strukturen und Persönlichkeiten.

## Personalisierung
In der Geschichts- und Politikdidaktik beschreibt Personalisierung die Zuschreibung der Verantwortung für historische und politische Veränderungen oder der Kraft, solche Veränderungen zu bewirken, zu einzelnen, evtl. herausragenden Persönlichkeiten. 
Älteren Auffassungen sowohl der Entwicklungspsychologie als auch der Pädagogik (insbesondere dem Konzept der Volkstümlichen Bildung) entsprechend galt eine solche Zuschreibung der Handlung in „der Geschichte“ als entweder einem kindlichen Entwicklungsstand oder aber der „Bildsamkeit“ der Mehrheit der Bevölkerung entsprechend. Dementsprechend war sie auch ein ausdrücklich gefordertes Prinzip der Lehrererzählung, wie sie für die ältere Geschichtsmethodik bis in die 1960er Jahre hinein typisch war: Historische Prozesse sollten den Kindern anhand einer konkreten, novellistisch und dramatisch gestalteten Erzählung nahegebracht werden, der zufolge einzelne herausragende Persönlichkeiten („große Männer“) dafür verantwortlich waren. So wurden Friedrich der Große und Otto von Bismarck als abgehobene, geniale Persönlichkeiten vermittelt. 
Problematisch wird dies bei „negativen Helden“ wie Erich Ludendorff oder besonders Hitler. In den 1960er und 1970er Jahren geriet daher die Personalisierung geschichtsdidaktisch teilweise in heftige Kritik, als empirische Untersuchungen zum Geschichtsbild der Jugend nachwiesen, dass diese generell nur wenigen herausragenden Persönlichkeiten Einfluss zugestanden, jedoch keine Vorstellung über eigene Partizipationsmöglichkeiten hatten. Ein bewusst und absichtlich personalisierender Geschichtsunterricht wurde dafür mitverantwortlich gemacht (Ludwig von Friedeburg; P. Hübner 1964/1970). 
Dagegen entwickelte Klaus Bergmann das Konzept der „Personifizierung“, die als Prinzip für den Geschichtsunterricht fordert, konkrete Menschen in ihrem Handeln im Geschichtsunterricht zu thematisieren, dabei aber den Blick auf die „kleinen Leute“, auf möglichst alle relevanten sozialen Gruppen, zu richten. Das soll auch einer überzogenen Abstraktheit im Unterricht entgegenwirken, die durch die Vermeidung von Personalisierung und sozialhistorische Orientierung zu befürchten ist.
Erst in den 1990er Jahren wurde das Narrative im Geschichtsunterricht im Zusammenhang mit der Betonung historischer Phantasie und Imagination (z. B. bei Rolf Schörken) wiederentdeckt. Personalisierung bzw. Personifizierung gelten z. B. in der Darstellung von Opferbiografien in nationalsozialistischen Konzentrationslagern als didaktischer „Königsweg“ der Gedenkstättenpädagogik neben der Oral History, die ebenso eine Form personifizierter Geschichtsdarstellung ist.